# هیرونا یامازاکی
هیرونا یامازاکی (انگلیسی: Hirona Yamazaki؛ زادهٔ ۲۵ آوریل ۱۹۹۴) بازیگر و صداپیشه اهل کشور ژاپن است. وی از سال ۲۰۱۱ میلادی تاکنون مشغول فعالیت بوده‌است. از فیلم‌هایی که وی در آن نقش داشته می‌توان به هر طور خدایان بخواهند، هاناگاتامی و شکارچی هیولا اشاره کرد.